# Лукомський Юрій Володимирович
Юрій Володимирович Лукомський (нар. 28 березня 1961, Станиславів, нині Івано-Франківськ, Україна) — український археолог, дослідник архітектури княжої доби. Кандидат архітектурних наук.

## Життєпис
Юрій Лукомський народився 28 березня 1961 року в Станиславові (нині Івано-Франківськ) в родині архітекторів Володимира Лукомського та Лукії Крип'якевич-Лукомської.
1979—1981, 1982, 1983 — участь в археологічній експедиції Інституту суспільних наук АН УРСР з вивчення наскельної фортеці «Тустань».
1981—1982, 1984 — участь в Галицькій археологічній експедиції (керівник Вітольд Ауліх) на посаді керівника архітектурного загону. За його участі локалізовано та частоково досліджено фундаменти церкви княжої доби під лісом «Діброва» на полях с. Залуква (біля Галича).
Закінчив архітектурний факультет Львівського політехнічного інституту (1983).
1985—1987 — участь у дослідженнях Лаврівського монастиря.
1986, 1987 — під його керівництвом локалізовано та досліджено фундаменти церкви Благовіщення княжої доби на полі «Церквиська» у с. Крилос біля Галича
Був членом Товариства Лева з 1987 року.
1986, 1988 — під його керівництвом локалізовано та досліджено фундаменти невідомої дерев'яної церкви княжої доби в урочищі «Царинка», с. Крилос.
1989 — під його керівництвом проведене повне археологічне дослідження церкви в урочищі «Воскресенське» (с. Крилос).
1989 — участь у рятівних розкопках у внутрішній частині церкви Святого Пантелеймона (с. Шевченкове біля Галича).
1989 — під його керівництвом на західній околиці с. Шевченкове локалізовано сліди невідомої білокам'яної церкви княжої доби.
1990 — під його керівництвом виявлено і досліджено рештки невідомої дерев'яної церкви 2-ї половини XII століття в урочищі «Церквиська», локалізовано фундаменти невідомої кам'яної будівлі в урочищі «Царинка» (обидві біля с. Крилос), виявлено сліди складної системи огорож давньогалицького Підгороддя XII—XIII століть.
1991 — під його керівництвом проведено стаціонарні розкопки решток кам'яного храму «на Царинці» (с. Крилос). Виявлено масивні фундаменти, виконані у невідомій серед пам'яток давньогалицької архітектури техніці із застосуванням дерев'яної опалубки та паль; досліджено понад 80 поховань прилеглого могильника.
1991 під його керівництвом проведено розвідкові розкопки на Замковій Горі (Галич). Виявлено культурний шар XII—XIII століть на плато Галич-Гори, 8-метровий культурний шар під руїнами старостинського замку XVI—XVII століть з напластуваннями археологічних комплексів фракійського гальштату, княжої доби та пізнього середньовіччя. Досліджено також частину замкової каплиці святої Катерини XVI—XVII століть.
1992—1996 — керував Галицькою археологічно-архітектурною експедицією (зокрема, проведені стаціонарні дослідження решток Успенського собору в с. Крилос, фундаментів церкви пророка Іллі в урочищі «Прокаліїв Сад», розвідкові дослідження Старостинського замку в м. Галич тощо).
У наступні роки брав участь в архітектурно-археологічних дослідженнях та консерваційних роботах у с. Крилос, містах Галич, Львів, Жовква, Белз, в околицях Керчі тощо.
З 2005 співпрацює з  Архітектурно-археологічної експедиції ІА НАН України, зокрема бере участь в розкритті та обмірах решток Десятинної церкви у Києві.
Кандидатську дисертацію на тему «Архітектурно-планувальна структура хрещато-баневих церков XII—XIII ст. Давнього Галича» захистив 2005 року.
З 2010 досліджує Лаврівський монастир святого Онуфрія (Старосамбірський район Львівщини).
З 2013 курує археологічні дослідження у рамках виконання українсько-польської програми «Пошук, ідентифікація та наукове вивчення найстарішого храму Різдва Богородиці, побудованого в Холмі королем Данилом Галицьким».
У 2015—2016 роках брав участь у археологічних дослідженнях вежі-дзвіниці костелу святого Варфоломія у Дрогобичі спільно з студентами та викладачами історичного факультету Дрогобицького державного педагогічного університету імені Івана Франка.

## Публікації
- Лукомський Ю. Архітектурна спадщина давнього Галича. — Галич, 1991. — 38 с.
- Лукомський Ю., Петрик В. Перемиський замок за княжої доби // Пам'ятки України: історія та культура. — Київ, 1995. — № 3. — С. 120—124.
- Лукомський Ю., Петрик В. Успенський собор княжого Галича: історія вивчення та нові дослідження // Вісник інституту «Укрзахідпроектреставрація». — Львів, 1997, — Ч. 8. — С. 83—92.
- Лукомський Ю. Білокам'яний храм на передмісті Давнього Галича // Записки НТШ. — Львів, 1998. — Т. 235. — С. 594—596.
- Лукомський Ю. Невідомі церкви на подолі княжого Галича // Записки НТШ.– Львів, 1998. — Т. 235. — С. 559—593.
- Лукомський Ю., Петрик В. Міста Галицького князівства XI-XIII ст. / Книга міст Галичини // Вісник ДУ «Львівська політехніка». — Львів, 1999. — № 379. — Архітектура. — С. 43—52.
- Лукомський Ю. Планувальні та конструктивні особливості хрестовобаневих церков давнього Галича // Вісник Національного університету «Львівська політехніка». Архітектура. — Львів, 2000: В-во НУ «ЛП». — № 410. — С. 225—231.
- Бевз М., Бевз В., Лукомський Ю., Петрик В. Успенський собор Давнього Галича: проблеми дослідження, збереження та консервації // Пам'ятки України. — Київ, 2001. — № 4. — С. 30—35.
- Лукомський Ю. Успенський собор Давнього Галича (За результатами нових досліджень 1992—2000 років) // Записки НТШ. Львів: НТШ, 2002. — Т. 244. — С. 578—607.
- Вуйцик В., Лукомський Ю., Петрик В. Різьблений камінь XII ст. з Галицького дитинця // Вісник інституту «Укрзахідпроектреставрація». — Львів, 2004. — Ч. 14. — C. 286—289.
- Воскресенська церква XII—XIII століть у Крилосі
- З історії дослідження Успенського собору в Галичі (Відкриття поховання галицького князя Ярослава Осмомисла)
- Рідкісний енколпіон XII століття із княжого Галича
- Сторінки життя і діяльності Йосипа Пеленського